# Bartonville
Bartonville es una villa situada en el condado de Peoria, Illinois, Estados Unidos. Tiene una población estimada, a mediados de 2023, de 5779 habitantes.
Es parte del área metropolitana de Peoria. 

## Geografía
La localidad está ubicada en las coordenadas 40°38′31″N 89°39′35″O / 40.64194, -89.65972. Según la Oficina del Censo, tiene una superficie total de 22.01 km², de los cuales 20.85 km² corresponden a tierra firme y 1.16 km² están cubiertos de agua.

## Demografía
Según el censo de 2020, en ese momento la localidad tenía una población de 5945 habitantes. La densidad de población era de 285.13 hab./km². El 90.13% de los habitantes eran blancos, el 1.72% eran afroamericanos, el 0.34% eran amerindios, el 0.44% eran asiáticos, el 0.03% eran isleños del Pacífico, el 0.72% eran de otras razas y el 6.63% eran de una mezcla de razas. Del total de la población, el 3.13% eran hispanos o latinos de cualquier raza.